# 加倫·卡普斯
加倫·卡普斯（英語：Callum Camps；1995年11月30日—）是一位在英格蘭出生的北愛爾蘭足球運動員。在場上的位置是後衛。他現在效力於英格蘭足球甲級聯賽球隊羅奇代爾足球俱樂部。他也代表北愛爾蘭囯青隊參賽。

## 外部連結
- 足球数据库：加倫·卡普斯的球员统计数据